# Artigues (Aude)
Artigues – miejscowość i gmina we Francji, w regionie Oksytania, w departamencie Aude. Przez gminę przepływa rzeka Aude. W 2013 roku jej populacja wynosiła 84 mieszkańców. 